# Angelo Palmas
Angelo Palmas (* 21. Dezember 1914 in Villanova Monteleone, Provinz Sassari, Italien; † 9. Juni 2003) war ein römisch-katholischer Erzbischof und Diplomat des Heiligen Stuhls.

## Leben
Angelo Palmas empfing am 15. August 1938 das Sakrament der Priesterweihe.
Am 17. Juni 1964 ernannte ihn Papst Paul VI. zum Titularerzbischof von Vibiana und bestellte ihn zum Apostolischen Delegaten in Vietnam. Paul VI. spendete ihm am 28. Juni desselben Jahres die Bischofsweihe; Mitkonsekratoren waren der Päpstliche Almosenier, Kurienerzbischof Diego Venini, und der Weihbischof in Rom, Ettore Cunial.
Am 19. April 1969 wurde Angelo Palmas Apostolischer Nuntius in Kolumbien. Paul VI. ernannte ihn am 2. September 1975 zum Apostolischen Pro-Nuntius in Kanada.
Papst Johannes Paul II. nahm am 10. März 1990 das von Angelo Palmas aus Altersgründen vorgebrachte Rücktrittsgesuch an.
Angelo Palmas nahm an der vierten Sitzungsperiode des Zweiten Vatikanischen Konzils teil. 